# Битва под Тшцяно
Битва под Тшцяно (пол. Bitwa pod Trzcianą) — сражение польско-шведской войны 1626—1629 годов, произошедшее 17 июня 1629 возле села Тшцяно на севере Польши. Закончилась убедительной победой союзного польско-австрийского войска над шведами.

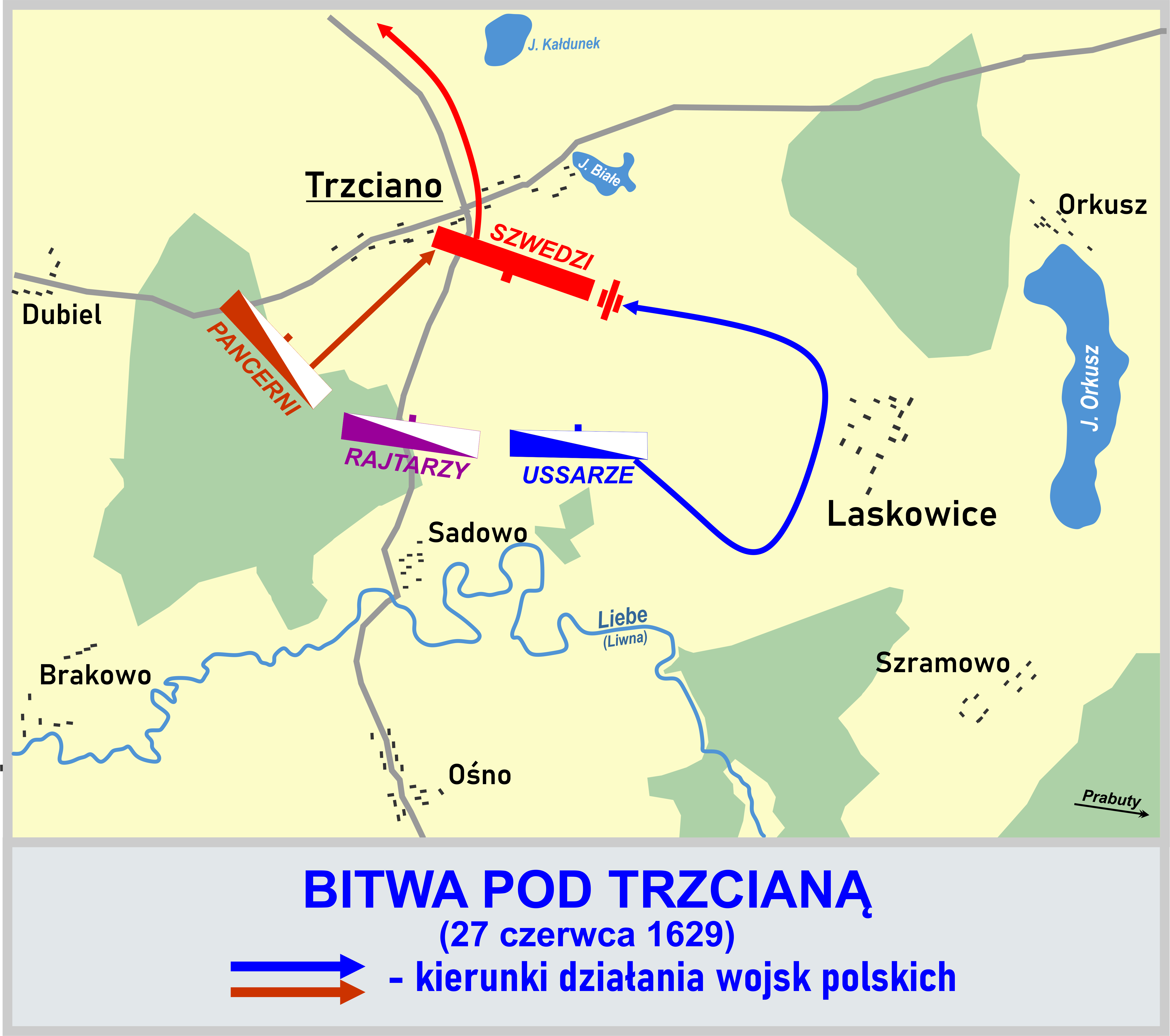
Карта сражения

## Предыстория
После неудачного для шведов 1627 года Густав II Адольф провёл широкую мобилизацию, собрав армию в 50 000 человек. Польское войско в это время насчитывало вдвое меньше людей. Кроме того, на конец года общая задолженность перед наёмниками составила более полутора миллионов злотых.
В 1629 году австрийский император Фердинанд II Габсбург направил польскому королю Сигизмунду III несколько австрийских полков. Узнав о направлении подкрепления, король Густав II решил помешать соединению союзников, но безуспешно: польские и австрийские войска встретили шведскую армию у деревни Тшцяно и дали сражение.

## Ход сражения

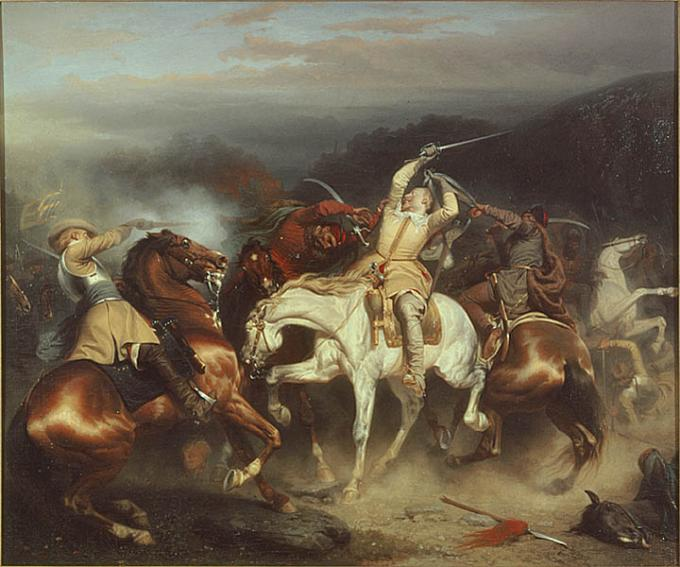
Густав II Адольф едва не погиб в битве

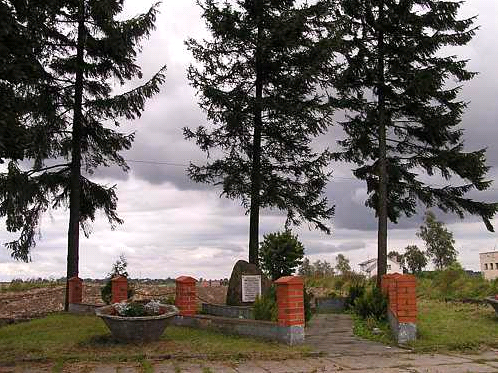
Памятник на месте битвы

Польским войском командовал гетман польный коронный Станислав Конецпольский, оно насчитывало 1300 гусар и 1200 солдат легкой кавалерии, австрийское войско насчитывало 2000 имперских рейтар. Им противостояли 4000 драгун и 5000 шведских пехотинцев под командованием шведского короля Густава II Адольфа. 
Вначале союзная кавалерия атаковала с фронта и фланга шведский конный арьергард, в результате чего масса шведских рейтеров беспорядочно побежала на север, в сторону Страшева. Казачья конница преследовала беглецов. Произошла расправа над бегущими рейтарами, поскольку их тяжелые лошади не имели шансов уйти от отобранных и обученных для борьбы с татарами польских коней. Затем через три километра, около Страшева, преследующие крылатые гусары с копьями в руках атаковали вторую группу шведского конного арьергарда и заставили её бежать.
Возле Пулковице (7 км от Тшчяны) Густав Адольф попытался остановить конную атаку противника, но был разбит в результате кавалерийской рубки, так как поляки явно превосходили шведов в искусстве владения палашом. Шведской пехоте удалось укрыться за укреплениями Штума благодаря контратаке последнего кавалерийского полка. Поскольку польская и имперская пехота не могла идти в ногу с быстро наступающей кавалерией, город не удалось окружить. Запертые там шведы воспользовались наступившей темнотой и выскользнули, а затем убежали в сторону Мальборка. 

## Результаты
Сражение привело к практически полной ликвидации шведской кавалерии, потери которой составили 600 убитых и 200 взятых в плен, включая многих старших офицеров. За счет своей конницы превосходная шведская пехота в основном уцелела, потеряв около 600 убитыми и 300 взятыми в плен. 
Победа Польши не изменила соотношения сил, но после этого сражения шведы до конца войны не смогли вернуть себе инициативу. Густав II предложил полякам перемирие, заключенное близ Гданьска в деревне Альтмарк. Условия этого перемирия были тяжёлыми для Польши: шведам оставалась Рига и ряд прусских земель, польская морская торговля облагалась налогом.